# 9088 Maki
9088 Maki eller 1995 SX3 är en asteroid i huvudbältet som upptäcktes den 20 september 1995 av de båda japanska astronomerna Kazuro Watanabe och Kin Endate vid Kitami-observatoriet. Den är uppkallad efter Fusao Maki.
Asteroiden har en diameter på ungefär 4 kilometer.